# ترینترا
ترینترا (به هندی: Trinetra) فیلمی محصول سال ۱۹۹۱ و به کارگردانی هری باوجا است. در این فیلم بازیگرانی همچون میتون چاکرابورتی، شلیپا شیرودکار، دیپا ساهی، گلشن گروور، آمریش پوری، انوپم کهیر، لاکسیمیکانت برد، قادرخان، شاکتی کاپور، درمندرا ایفای نقش کرده‌اند.